# Sergio Daniel López
Sergio Daniel López (Burzaco, 4 gennaio 1989) è un calciatore argentino, centrocampista svincolato.

## Palmarès

### Club

#### Competizioni nazionali
- Campionato ecuadoriano: 1

Delfín: 2019